# Supercoppa d'Europa 1990-1991 (hockey su pista)
La Supercoppa d'Europa 1990-1991 è stata l'11ª edizione dell'omonima competizione europea di hockey su pista. Alla manifestazione hanno partecipato i portoghesi del Porto, vincitore della Coppa dei Campioni 1989-1990, e gli spagnoli del Liceo La Coruña, vincitore della Coppa delle Coppe 1989-1990.
A conquistare il trofeo è stato il Liceo La Coruña al terzo successo nella sua storia.

## Squadre partecipanti
| Club            | Qualificazione                     | Partecipazioni precedenti (il grassetto indica la vittoria) |
| --------------- | ---------------------------------- | ----------------------------------------------------------- |
| Porto           | Detentore della Coppa dei Campioni | 1982-1983, 1983-1984, 1986-1987                             |
| Liceo La Coruña | Detentore della Coppa delle Coppe  | 1987-1988, 1988-1989                                        |

## Risultati
| Squadra 1       | Totale | Squadra 2 | Andata | Ritorno |
| --------------- | ------ | --------- | ------ | ------- |
| Liceo La Coruña | 9 - 6  | Porto     | 6 – 4  | 3 – 2   |

| La Coruña 13 dicembre 1990 Finale di andata | Liceo La Coruña | 6 – 4 | Porto | Pazo dos Deportes de Riazor |

| Porto 20 dicembre 1990 Finale di ritorno | Porto | 2 – 3 | Liceo La Coruña | Pavilhão Rosa Mota |